# جولييت (مغنية)
جولييت (بالفرنسية: Juliette)‏ هي مغنية مؤلفة ومغنية فرنسية، ولدت في 25 سبتمبر 1962 في باريس في فرنسا.

## وصلات خارجية
- الموقع الرسمي
- جولييت على موقع IMDb (الإنجليزية)
- جولييت على موقع ميوزك برينز (الإنجليزية)
- جولييت على موقع ميوزك برينز (الإنجليزية)
- جولييت على موقع ديسكوغز (الإنجليزية)
- جولييت على موقع قاعدة بيانات الفيلم (الإنجليزية)